# Doubrava (skog i Tjeckien, Södra Mähren)
Doubrava är en skog i Tjeckien.   Den ligger i regionen Södra Mähren, i den sydöstra delen av landet, 240 km sydost om huvudstaden Prag.